# Saúde (Rio de Janeiro)
Pour les articles homonymes, voir Saúde.
Saúde est un quartier de Rio de Janeiro au Brésil.